# Regione Metropolitana di Cajazeiras
La regione metropolitana di Cajazeiras è un'area metropolitana del Brasile, ubicata nello Stato della Paraíba, ufficialmente costituita nel 2012. Secondo le stime dell'IBGE aveva nel 2015 una popolazione di 175.657 abitanti.

## Comuni
Comprende 15 comuni:
- Bernardino Batista
- Bom Jesus
- Bonito de Santa Fé
- Cachoeira dos Índios
- Cajazeiras
- Carrapateira
- Joca Claudino (Santarém)
- Monte Horebe
- Poço Dantas
- Poço de José de Moura
- Santa Helena
- São João do Rio do Peixe
- São José de Piranhas
- Triunfo
- Uiraúna